# Pod Mocnym Aniołem (powieść)
Pod Mocnym Aniołem – powieść Jerzego Pilcha, wydana w 2000 roku przez Wydawnictwo Literackie, za którą autor otrzymał główną Nagrodę Literacką „Nike” w 2001 roku.

## Historia
Powieść była pisana podczas odwyku pisarza w Szpitalu Tworkowskim. Ukazała się w 2000 roku w Krakowie nakładem Wydawnictwa Literackiego. Powieść wygrała w plebiscycie czytelników Nagrody Literackiej „Nike” w 2001 roku ex aequo z książką pt. Sąsiedzi Jana Tomasza Grossa. Za książkę autor otrzymał główną Nagrodę Literacką „Nike” w 2001 roku, a z nią czek na 80 tys. złotych. Laudację wygłosiła Maria Janion, która pochwaliła grę autora z tradycją powieści pijackiej i stwierdziła, że nagrodzona powieść to akt wiary w literaturę, z czym zgodził się także Zbigniew Mentzel.   
Nagroda „Nike” przyznana powieści sprawiła, że wzrosło znacząco zainteresowanie pisarstwem Jerzego Pilcha, jego książki sprzedawały się w nakładzie kilkudziesięciu tysięcy egzemplarzy, a sam autor zmieniał wydawców: przeszedł z Wydawnictwa Literackiego do Świata Książki, następnie do Wielkiej Litery, a w 2014 roku wrócił do Wydawnictwa Literackiego. Książka została przetłumaczona na 15 języków, m.in. na język angielski przez Billa Johnstona i ukazała się pt. The mighty angel nakładem amerykańskiego wydawnictwa Open Letter. 
W 2013 roku ukazał się film fabularny pt. Pod Mocnym Aniołem w reżyserii Wojciecha Smarzowskiego.

## Fabuła
Narratorem, utożsamionym z głównym bohaterem powieści, jest Juruś, pisarz, publicysta i alkoholik, który zwierza się ze swego uzależnienia. Przebywa na oddziale odwykowym i ze względu na swój pisarski nałóg pisze za pacjentów ich dzienniczki. Utwór składa się z szeregu opowieści, które notował Juruś. Narrator w tekście zwraca uwagę na zastosowane rozwiązania twórcze, m.in. na swoją grafomanię i kicz. Rozdział pt. Wyjątki stanowi zbiór cytatów o alkoholizmie. Zakończenie jest szczęśliwe: Juruś wyzwala się z pijaństwa poprzez miłość do kobiety. Tadeusz Nyczek zwrócił uwagę, że problemem Jurusia-bohatera jest picie, natomiast problemem Jurusia-narratora opisanie picia.

## Recepcja
Ks. Andrzej Luter uznał, że jest w tej powieści coś niezwykłego, uwodzicielskiego, pomimo że nie przepada za literaturą poruszającą temat picia alkoholu. Michał Komar natomiast pisał, że według niego po raz pierwszy w polskiej literaturze pojawiła się powieść z motywami autobiograficznymi, której bohater wzbudza sympatię. Witold Bereś stwierdził, że powieść zapewne nie powstałaby bez alkoholowych i detoksowych doświadczeń pisarza, jednak jest to według niego autonomiczna fikcja. Zdaniem Agnieszki Nęcki powieść można odbierać jako spowiedź współczesnego prozaika, który jest uzależniony od pisania, kobiet i alkoholu, ale też wszystko może być fikcją literacką. Stanisław Stabro pisał, że utwór nie dorównuje pierwowzorowi tego typu dyskursu, tj. powieści Pod wulkanem Malcolma Lowry’ego, której sensy uważał za głębokie i symboliczne.